# União dos Três Imperadores

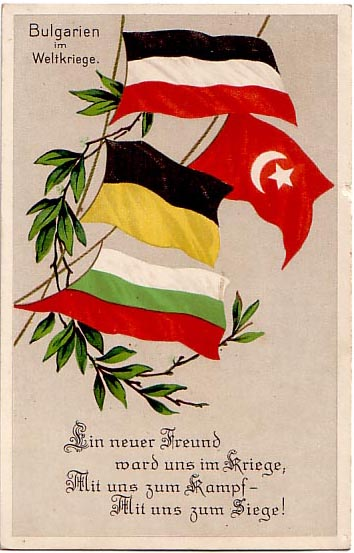
O Império Alemão tinha grande amizade com a Áustria-Hungria, mas também tinha amizade com países como Império Otomano e Bulgária

A União dos 3 Imperadores foi uma aliança que durou de 1881 até 1887 e reunia os seguintes países : Áustria-Hungria, Império Alemão e Império Russo. A União dos Três Imperadores substituía a Liga dos Três Imperadores que se encerrou em 1878 por causa da Guerra Russo-Turca (1877–1878). Esta aliança foi criada por Otto von Bismarck com objetivo de aumentar o isolamento da França na Europa. A União terminou em 1887 por conta de grande rivalidade entre a Rússia e os Austro-Húngaros, e foi sucedida pelo Tratado de Resseguro.
1. ↑  «Tríplice Aliança: o que foi, interesses dos países». Mundo Educação. Consultado em 28 de novembro de 2023